# Cyrtandra elizabethae
Cyrtandra elizabethae är en tvåhjärtbladig växtart som beskrevs av Harold St.John. Cyrtandra elizabethae ingår i släktet Cyrtandra och familjen Gesneriaceae. Inga underarter finns listade i Catalogue of Life.